# 過疎地域自立促進特別措置法
過疎地域自立促進特別措置法（かそちいきじりつそくしんとくべつそちほう、平成12年3月31日法律第15号）は、過疎地域の自治体における特別措置に関する法律である。

## 概要
人口の著しい減少に伴って、地域社会における活力が低下し、生産機能及び生活環境の整備等が他の地域に比較して低位にある地域について、総合的かつ計画的な対策を実施するために必要な特別措置を講ずることにより、これらの地域の自立促進を図り、もって住民福祉の向上、雇用の増大、地域格差の是正及び美しく風格ある国土の形成に寄与することを目的としている。
過疎地域自立促進方針や過疎地域自立促進市町村計画や過疎地域自立促進都道府県計画の策定、過疎地域への財政上特別措置が規定されている。

## 構成
- 第一章　総則
- 第二章　過疎地域自立促進計画
- 第三章　過疎地域自立促進のための財政上の特別措置
- 第四章　過疎地域自立促進のためのその他の特別措置
- 第五章　雑則
- 附則

## 沿革
過疎地域自立促進特別措置法は、時限法であった過疎地域対策緊急措置法（昭和45年法律31号）が1980年（昭和55年）3月31日に失効した後に作られた時限法である。2021年3月31日失効（附則第3条）。
2021年4月1日より、後継法の『過疎地域の持続的発展の支援に関する特別措置法』（令和3年法律第19号） が施行。

## 過疎地域の定義
過疎地域自立促進特別措置法上の「過疎地域」の定義要件は、法第2条に規定される。定義要件を満たした地域は、同条第2項の規定に基づき総務大臣、農林水産大臣、国土交通大臣により「過疎地域の市町村」を公示されることで法的有効性を持つ「過疎地域」となる。
過疎地域の公示を受けるための団体要件は、団体財政力の悪化時期により、要件（財政力要件・人口要件）が異なる。要件は本則各号のいずれかひとつに該当すればよい。
- 1996～1998年度の3年平均の財政力指数が0.42以下で、公営競技収益が13億円以下[2]であり、かつ以下のいずれかの条件であること。（本則1号）[3]
  - 1970～1995年の25年間人口減少率（国勢調査ベース以下同じ）が19%以上の団体
  - 1970～1995年の25年間人口増加率が10%以下で、かつ以下の要件の団体
    - 1960～1995年の35年間人口減少率が30%以上
    - 1960～1995年の35年間人口減少率が25%以上かつ高齢者率（65歳以上）24%以上
    - 1960～1995年の35年間人口減少率が25%以上かつ若年者率（15～29歳）15%以下

- 2006～2008年度の3年平均の財政力指数が0.56以下で、公営競技収益が20億円以下であり[2]、かつ以下のいずれかの条件であること（本則2号）[4]。
  - 1980～2005年の25年間人口減少率が17%以上の団体
  - 1980～2005年の25年間人口増加率が10%未満で、かつ以下の要件の団体
    - 1960～2005の45年間人口減少率が33%以上の団体
    - 1960～2005の45年間人口減少率が28%以上かつ高齢者率29%以上の団体
    - 1960～2005の45年間人口減少率が28%以上かつ若年者率14%以下の団体

- 2010～2012年度の3年平均の財政力指数が0.49以下で、公営競技収益が40億円以下であり[2]、かつ以下のいずれかの条件であること（本則3号）[5]。
  - 1985～2010年の25年間人口減少率が19%以上の団体
  - 1985～2010年の25年間人口増加率が10%未満で、かつ以下の条件の団体
    - 1965～2010の45年間人口減少率が33%以上
    - 1965～2010の45年間人口減少率が28%以上かつ高齢者率32%以上
    - 1965～2010の45年間人口減少率が28%以上かつ若年者率12%以下

なお、措置法33条により、市町村の廃置分合や境界変更があった場合は、総務・農林水産・国土交通各省令にもとづく特則として、「一部過疎地域」や「みなし過疎地域」が適用されることがある。

### 2017年改正
2015年国勢調査でマイナス0.8%の人口減となり、調査開始後初めて日本は人口減少時代に突入し、過疎地域ではその6倍を超えるスピードで人口減となるなどの事情を背景に、2017年改正（超党派議員立法・全会一致可決）により以下の定義が追加された。法施行経費の見込み額は平年度2億円である。
- 2013～2015年度の3年平均の財政力指数が0.50以下で、公共競技収益が40億円以下であり[2]、かつ以下のいずれかの条件であること。（本則4号）[12]
  - 1990～2015年の25年間人口減少率が21%以上の団体
  - 1990～2015年の25年間人口増加率が10%未満で、かつ以下の条件の団体
    - 1970～2015年の45年間人口減少率が32%以上
    - 1970～2015年の45年間人口減少率が27%以上かつ高齢者率36%以上
    - 1970～2015年の45年間人口減少率が27%以上かつ若年者率11%以下

なおこの改正で過疎対策事業債の対象拡充（市町村立・公立幼稚園、専修学校・各種学校等の追加、ソフト事業の追加等）が行われた。

### 過疎関連法
- 離島振興法
- 山村振興法
- 半島振興法
- へき地教育振興法
- 小笠原諸島振興開発特別措置法
- 奄美群島振興開発特別措置法
- 沖縄振興特別措置法
- 有人国境離島地域の保全及び特定有人国境離島地域に係る地域社会の維持に関する特別措置法
- 特定農山村地域における農林業等の活性化のための基盤整備の促進に関する法律
- 辺地に係る公共的施設の総合整備のための財政上の特別措置等に関する法律